# Cattleya jenmanii
Cattleya jenmanii är en orkidéart som beskrevs av Robert Allen Rolfe. Cattleya jenmanii ingår i släktet Cattleya och familjen orkidéer. Inga underarter finns listade i Catalogue of Life.

## Bildgalleri

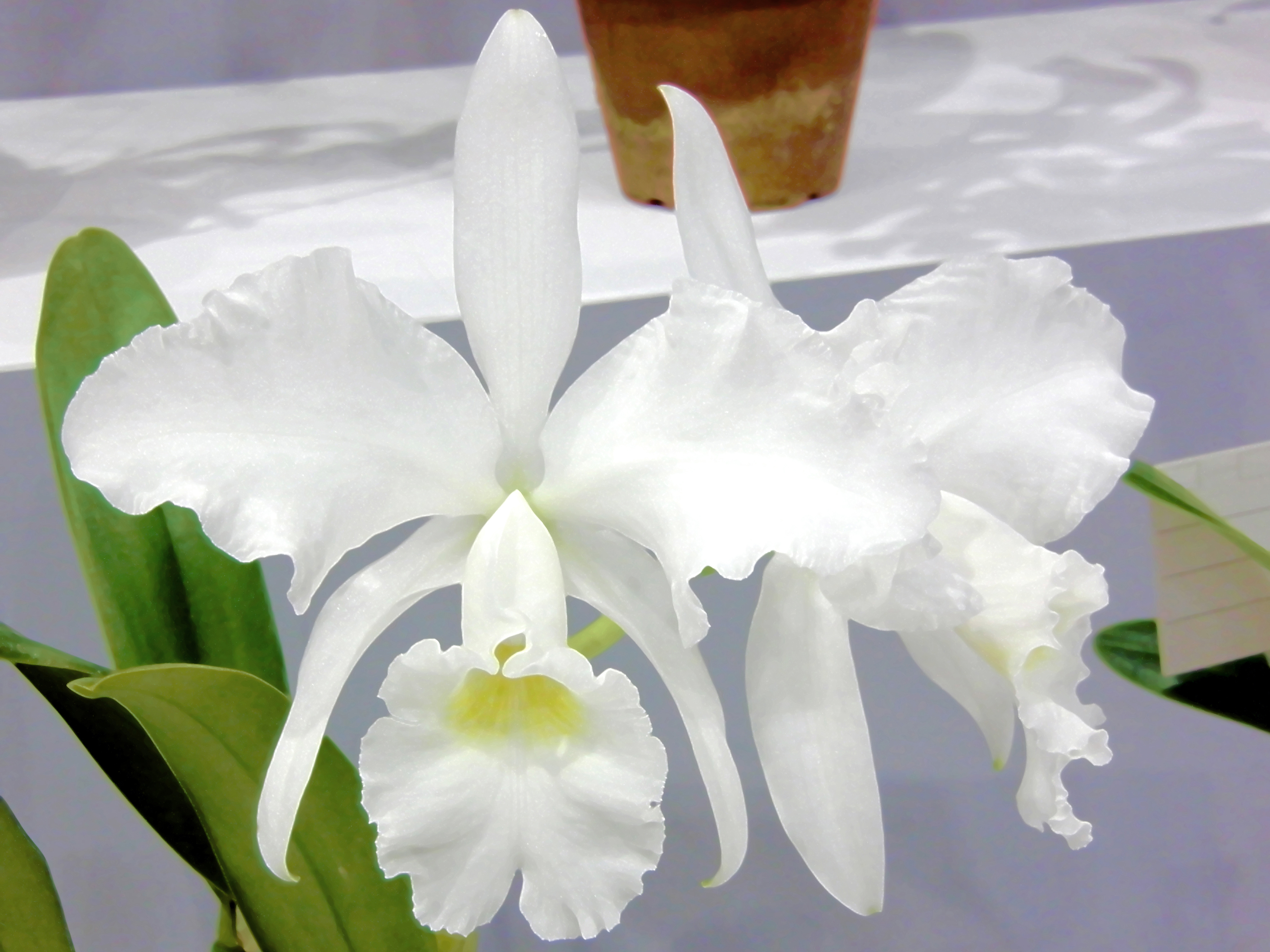
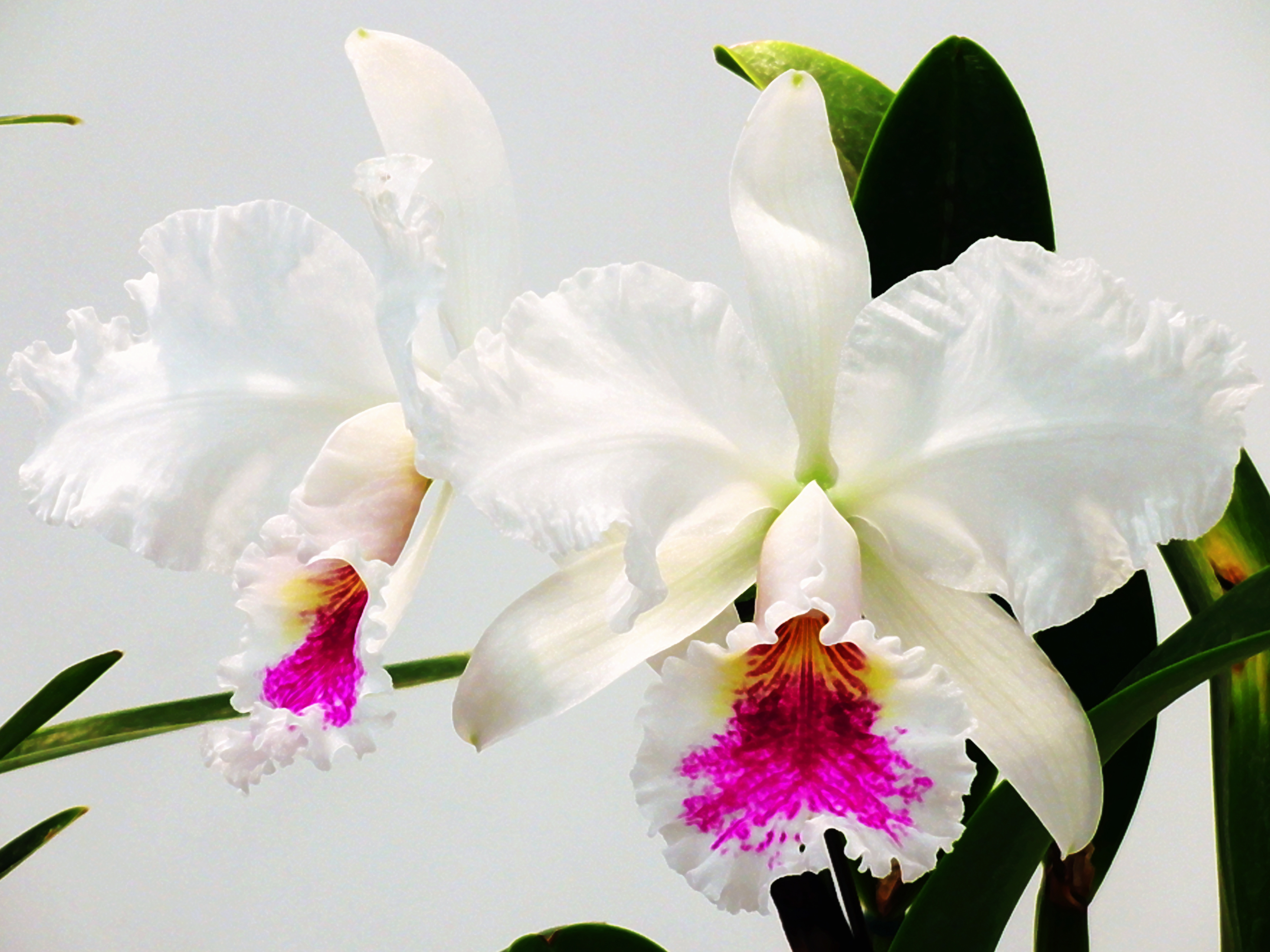